# Agustín Casado
Agustín Casado Marcelo (Carboneras, 21 de mayo de 1996) es un jugador de balonmano español que juega de central en el Telekom Veszprém. Es internacional con la selección de balonmano de España, con la que debutó en marzo de 2021.
Su primer gran campeonato con la selección fue el Campeonato Europeo de Balonmano Masculino de 2022, en el que la selección española logró la medalla de plata.

## Clubes
| Club                       | País     | Año         |
| -------------------------- | -------- | ----------- |
| Club Balonmano Pozoblanco  | España   | 2013 - 2014 |
| BM Huesca                  | España   | 2014 - 2016 |
| ARS Palma del Río (cedido) | España   | 2015 - 2016 |
| ARS Palma del Río          | España   | 2016 - 2017 |
| BM Nava                    | España   | 2017 - 2020 |
| BM Ciudad de Logroño       | España   | 2020 - 2022 |
| MT Melsungen               | Alemania | 2022 - 2023 |
| Veszprém KSE               | Hungría  | 2023 - 2025 |
| Montpellier Handball       | Francia  | 2025 - Act. |

## Palmarés

### Selección nacional
| Juegos Olímpicos   | Juegos Olímpicos     | Juegos Olímpicos  | Juegos Olímpicos |
| Año                | Lugar                | Medalla           |                  |
| ------------------ | -------------------- | ----------------- | ---------------- |
| 2024               | París                | Medalla de bronce |                  |
| Campeonato Mundial |                      |                   |                  |
| Año                | Lugar                | Medalla           |                  |
| 2023               | Polonia y Suecia     | Medalla de bronce |                  |
| Campeonato Europeo |                      |                   |                  |
| Año                | Lugar                | Medalla           |                  |
| 2022               | Hungría y Eslovaquia | Medalla de plata  |                  |

### Veszprém
- Liga húngara de balonmano (1): 2024
- Copa de Hungría de balonmano (1): 2024
- Campeonato Mundial de Clubes de Balonmano (1): 2024